# Brian G. Hutton
Brian G. Hutton (New York, 1º gennaio 1935 – Los Angeles, 19 agosto 2014) è stato un attore e regista statunitense.

## Biografia
Brian G. Hutton nacque e si formò artisticamente a New York. Prima di iniziare la sua carriera nel cinema, lavorò come attore recitando anche in parti secondarie in numerose serie televisive, anche grazie all'aiuto del regista Douglas Heyes; sempre come attore prese parte anche ad alcuni film negli anni cinquanta e sessanta.
La sua attività di regista ebbe inizio a metà degli anni sessanta. Il suo primo lavoro dietro la macchina da presa fu Seme selvaggio, prodotto nel 1965 dalla Universal Pictures. Seguirono Come utilizzare la garçonniere (1966) e Con le spalle al muro (1968). In seguito passò a dirigere opere di maggior respiro, come il fortunato Dove osano le aquile (1968), basato su un soggetto di Alistair MacLean e interpretato da Richard Burton e Clint Eastwood. Un altro grande successo fu la commedia bellica I guerrieri (1970), ambientato durante la seconda guerra mondiale, con Clint Eastwood, Telly Savalas e Donald Sutherland.
Meno fortuna ebbero invece i film successivi, il drammatico X Y e Zi (1973), con Elizabeth Taylor, Michael Caine e Susannah York, e i due film gialli successivi, Ad un'ora della notte (1973), con Liz Taylor e Laurence Harvey, e Delitti inutili (1980), che segnò il ritorno al cinema di Frank Sinatra dopo dieci anni di assenza dal grande schermo. Dopo il suo ultimo lavoro, il film Avventurieri ai confini del mondo (1983), abbandonò il mondo dello spettacolo per lavorare in un'agenzia immobiliare.
Nel 2012 rimase vedovo della moglie, Victoria Palacio Sierra, con cui era sposato dal 1955, e due anni dopo morì a 79 anni per un infarto.

## Filmografia parziale

### Attore
- Carnevale rock (Carnival Rock), regia di Roger Corman (1957)
- Prigioniero della paura (Fear Strikes Out), regia di Robert Mulligan (1957)
- Sfida all'O.K. Corral (Gunfight at the O.K. Corral), regia di John Sturges (1957)
- I fuorilegge della polizia (The Case Against Brooklyn), regia di Paul Wendkos (1958)
- La via del male (King Creole), regia di Michael Curtiz (1958)
- Il giorno della vendetta (Last Train from Gun Hill), regia di John Sturges (1959)
- Il grande pescatore (The Big Fisherman), regia di Frank Borzage (1959)
- La pelle che scotta (The Interns), regia di David Swift (1962)

### Regista
- Seme selvaggio (Wild Seed) (1965)
- Come utilizzare la garçonniere (The Pad and How to Use It) (1966)
- Con le spalle al muro (Sol Madrid) (1968)
- Dove osano le aquile (Where Eagles Dare) (1968)
- I guerrieri (Kelly's Heroes) (1970)
- X Y e Zi (Zee and Co.) (1972)
- Ad un'ora della notte (Night Watch) (1973)
- Delitti inutili (The First Deadly Sin) (1980)
- Avventurieri ai confini del mondo (High Road to China) (1983)